# Калистога (Калифорнија)
Калистога (енгл. Calistoga) град је у америчкој савезној држави Калифорнија. По попису становништва из 2010. у њему је живело 5.155 становника.

## Демографија
Према попису становништва из 2010. у граду је живело 5.155 становника, што је 35 (0,7%) становника мање него 2000. године.
| Група             | 2000.         | 2010.         |
| Белци             | 3.048 (58,7%) | 2.459 (47,7%) |
| Афроамериканци    | 17 (0,3%)     | 27 (0,5%)     |
| Азијати           | 51 (1,0%)     | 47 (0,9%)     |
| Хиспаноамериканци | 1.978 (38,1%) | 2.545 (49,4%) |
| Укупно            | 5.190         | 5.155         |